# Polskie przekłady Biblii

Karta z Psałterza floriańskiego (XIV wiek)

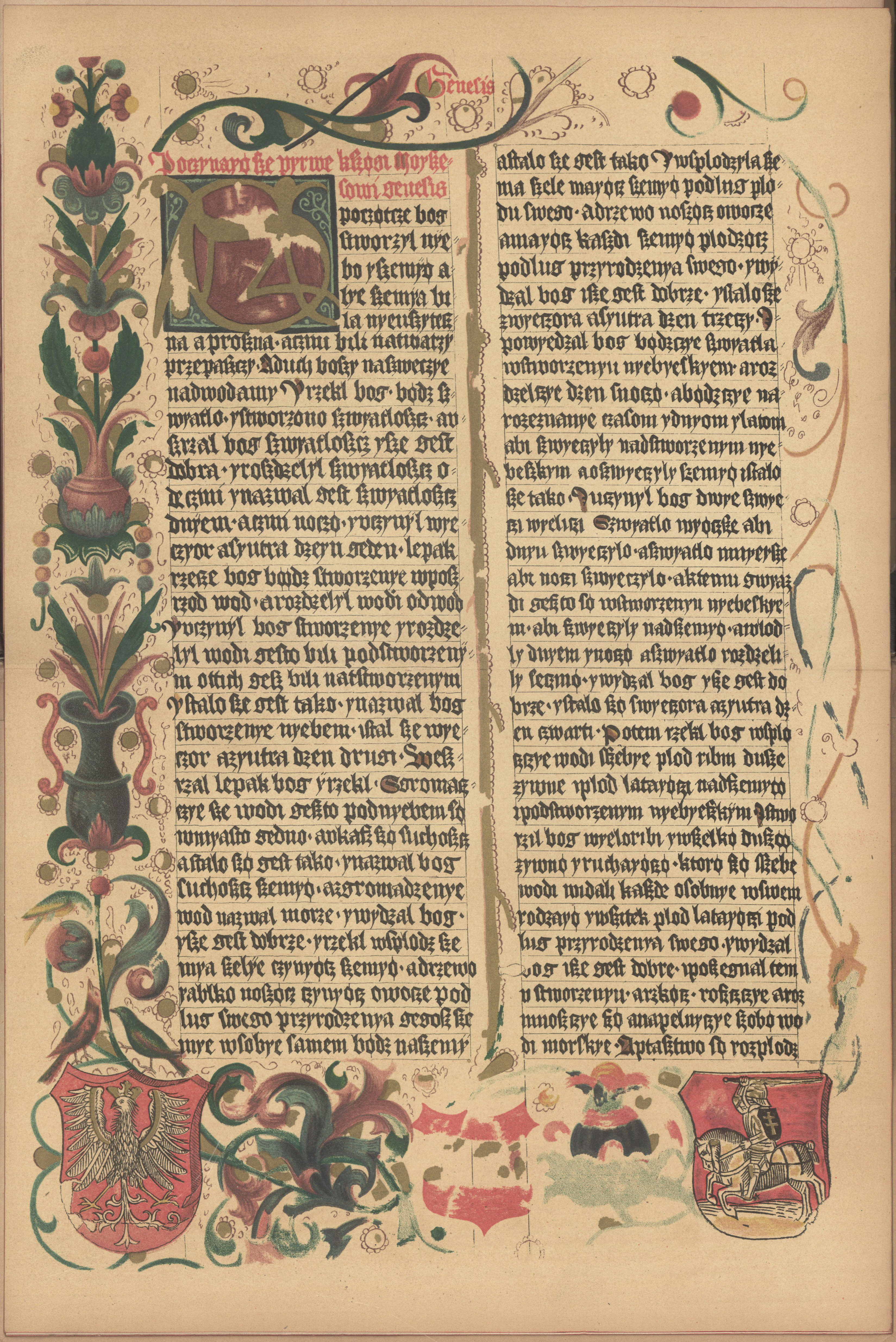
Karta z katolickiej Biblii królowej Zofii (1455)

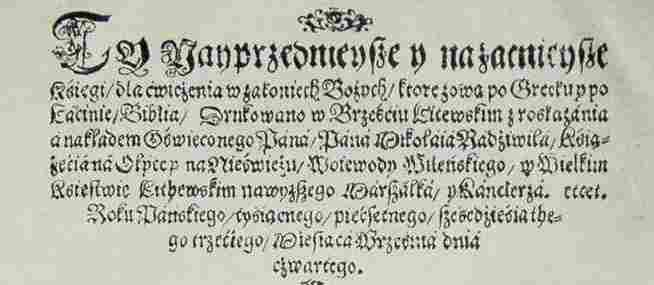
Strona dedykacyjna protestanckiej Biblii brzeskiej (1563)

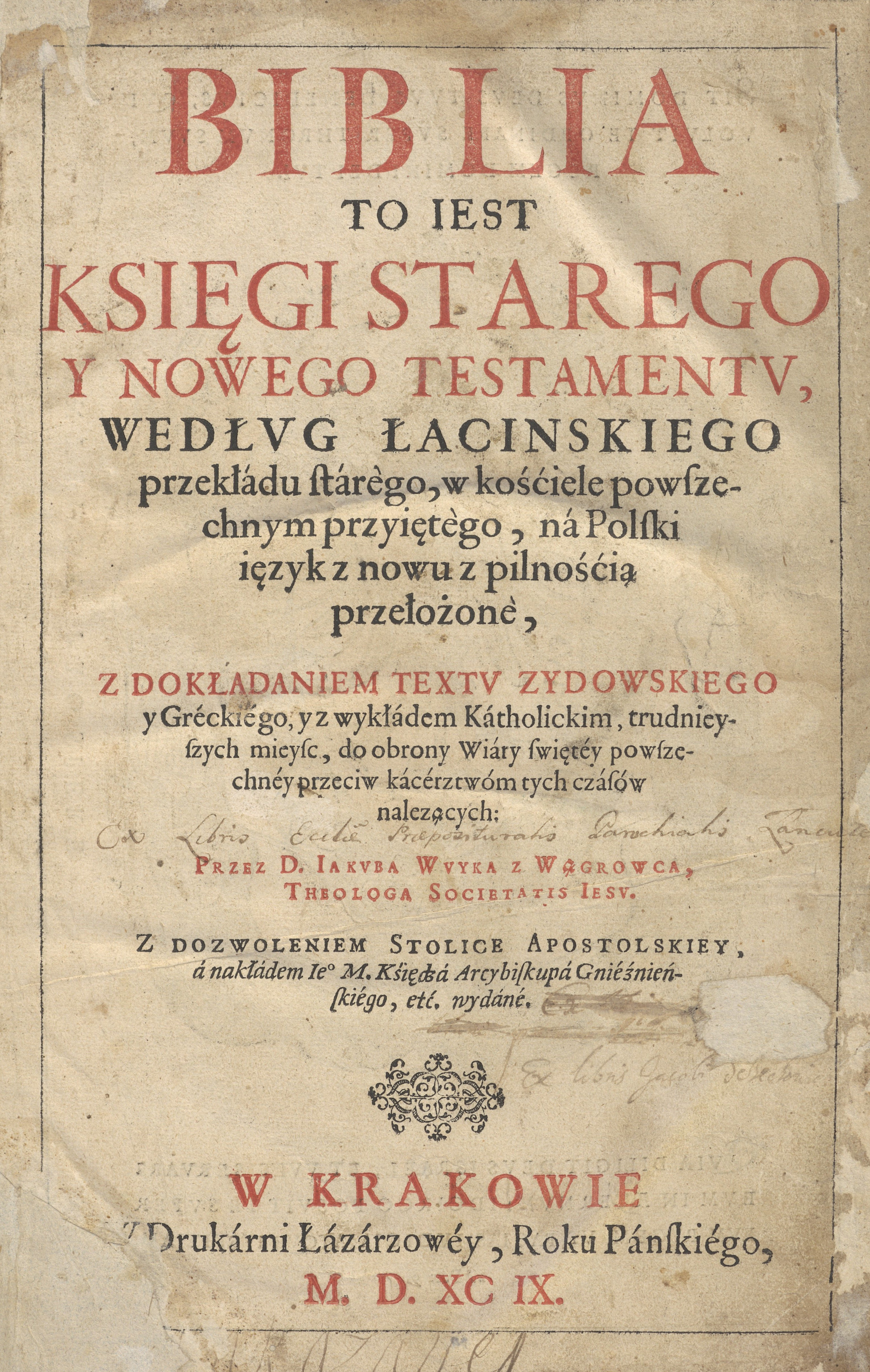
Strona tytułowa katolickiej Biblii Jakuba Wujka (1599)

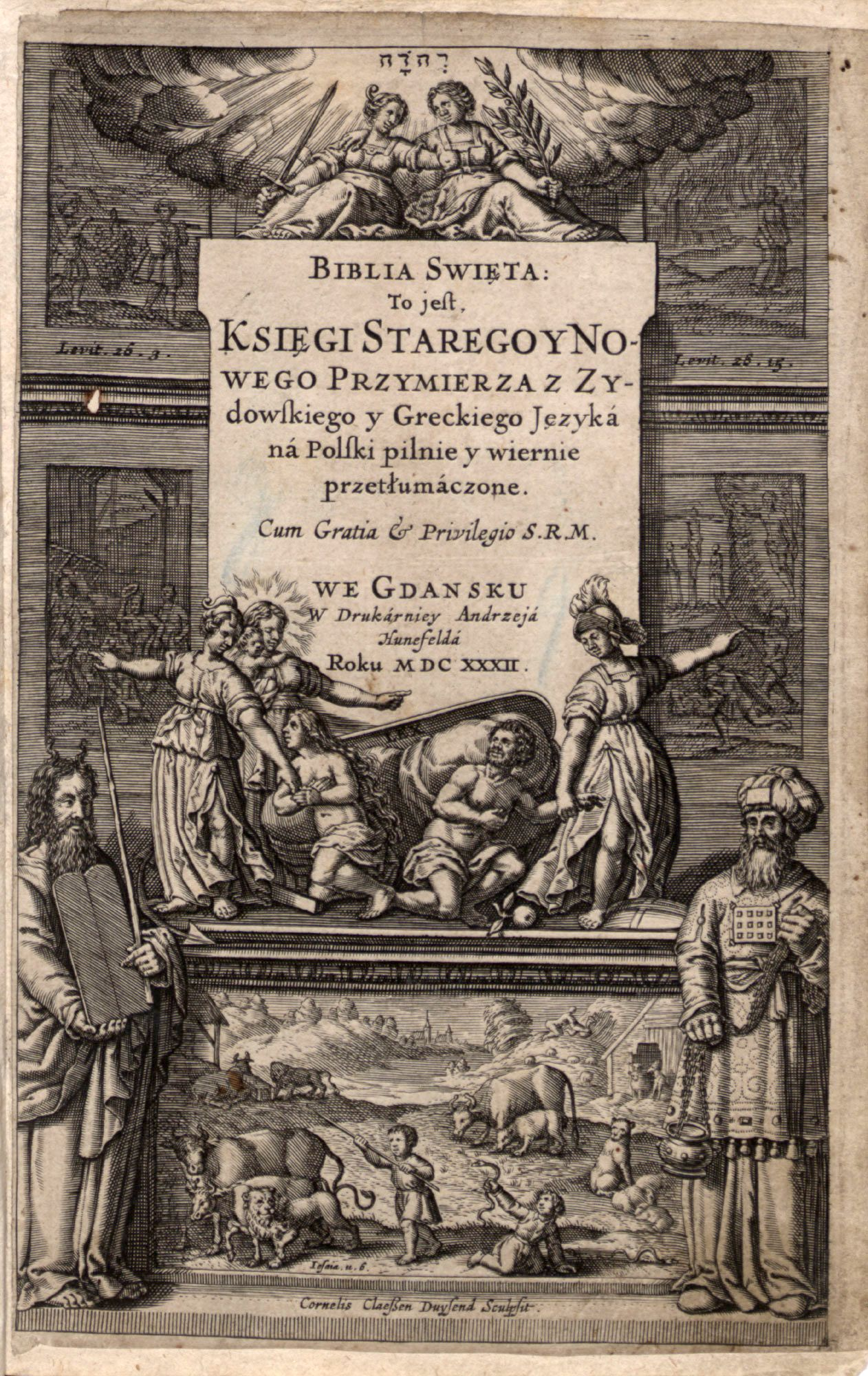
Strona tytułowa protestanckiej Biblii gdańskiej (1632)

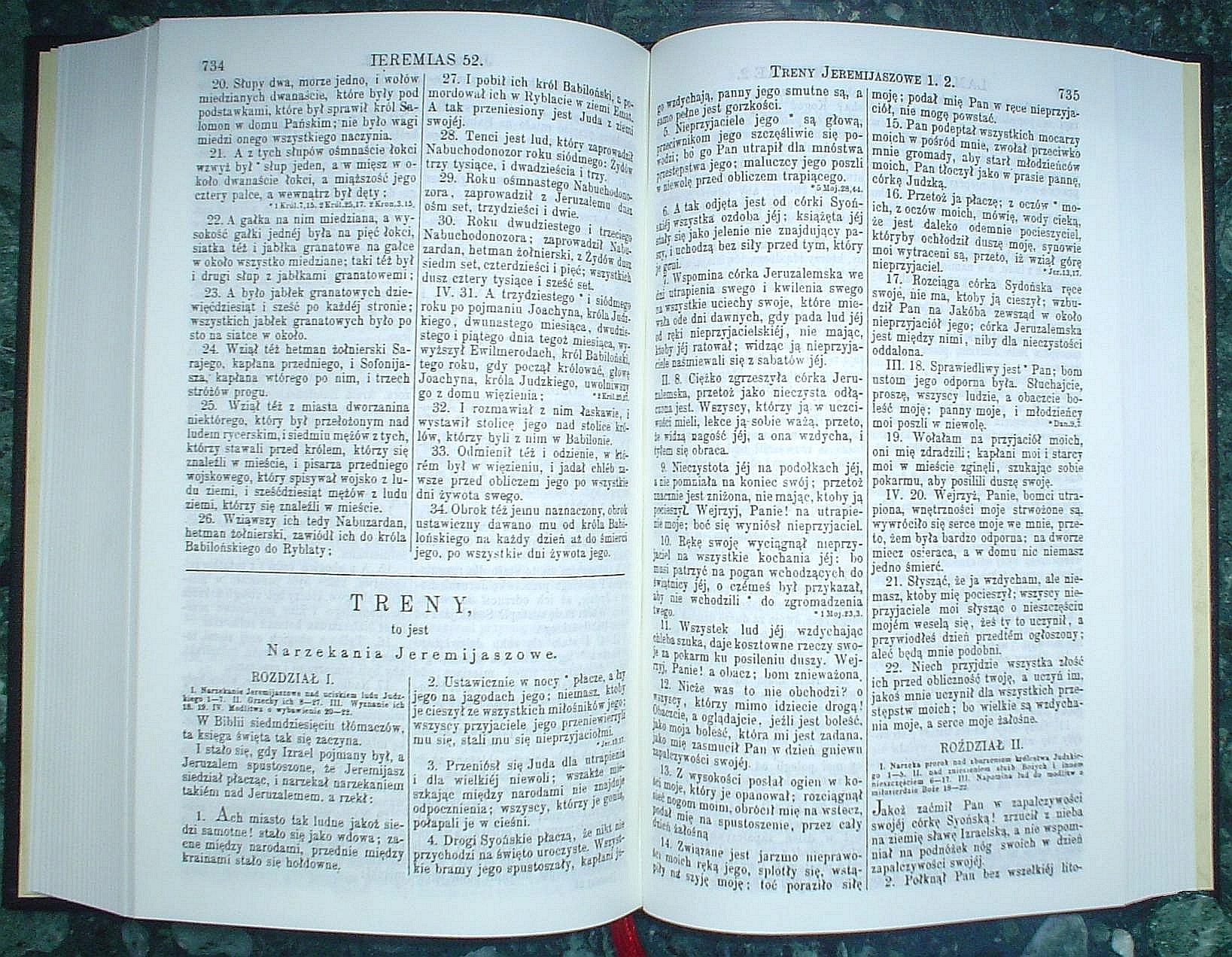
Jedna ze stron współczesnego wydania protestanckiej Biblii gdańskiej (1959)

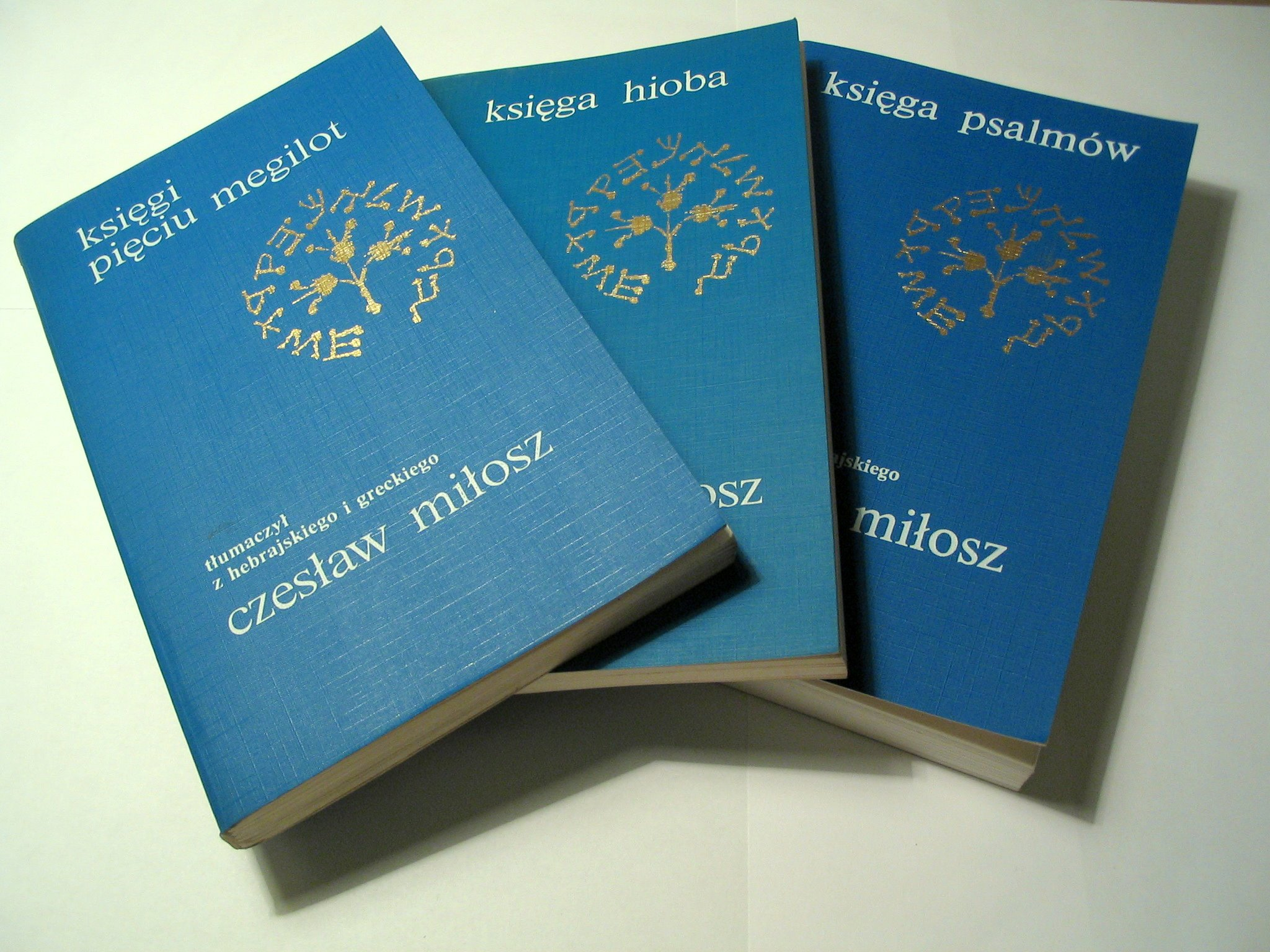
Przekłady biblijne Czesława Miłosza (1977–1989)

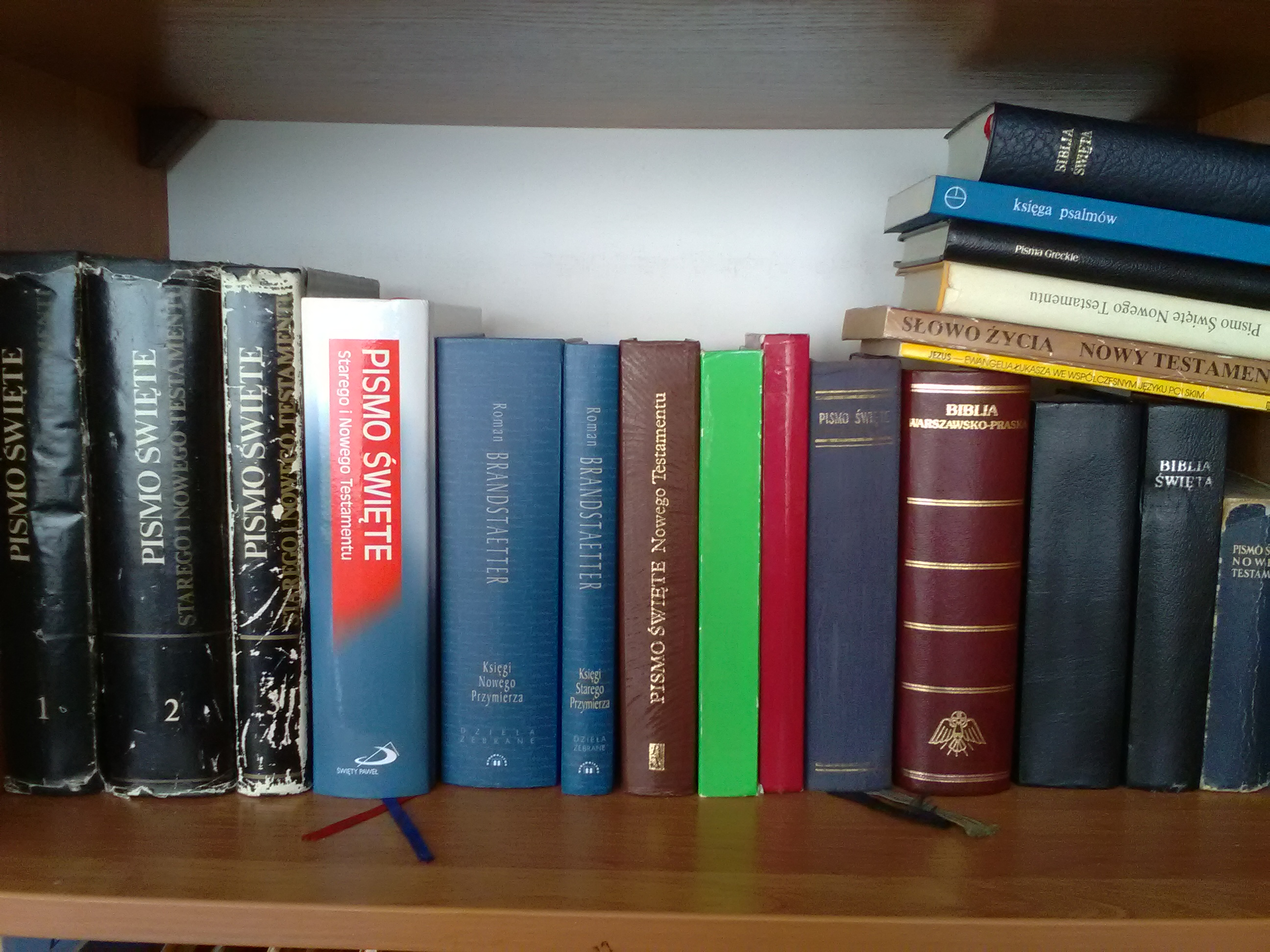
Biblioteczka z niektórymi polskimi przekładami Biblii

Polskie przekłady Biblii – ogół tłumaczeń Pisma Świętego na język polski powstających prawdopodobnie od XIII wieku. Przekłady te pochodziły z różnych kręgów wyznaniowych. Pierwsze tłumaczenia powstawały przede wszystkim z łaciny a później zazwyczaj z języków oryginalnych. Podobnie jak w innych krajach z kręgu chrześcijaństwa przekłady Biblii były jedną z najważniejszych dziedzin piśmiennictwa. Najstarsze należą do zabytków literackich języka polskiego.
Najstarszy obszerny kodeks biblijny doby rękopiśmiennej to Biblia królowej Zofii ukończona w latach 1453–1455. Pierwszy polski Nowy Testament w przekładzie Stanisława Murzynowskiego ukazał się drukiem w roku 1553, a pierwszy pełny przekład całego Pisma Świętego – Biblia Leopolity – w roku 1561.

## Historia

### Najstarsze polskie przekłady
Choć polskie przekłady całej Biblii pojawiły się stosunkowo późno do naszych czasów nie dochował się żaden z rękopisów tłumaczenia całości Biblii czy Nowego Testamentu. Niektórzy badacze polskiego średniowiecza i tradycji biblijnej doszukują się śladów istnienia polskich przekładów już w XIII wieku – należy do nich m.in. przekaz o Psałterzu z 1280 roku, przetłumaczonym dla księżnej Kingi, która po śmierci męża wstąpiła do klasztoru. Tekst tej księgi nie jest jednak znany – z czasów od przyjęcia chrztu aż do ostatniej dekady XIV wieku nie zachował się nawet fragment polskiego tłumaczenia Księgi Psalmów. Nie wiadomo, czy księga o której wspomina autor czternastowiecznego Żywota św. Kingi księżnej krakowskiej, była w ogóle pisana po polsku. Wzmianka mówi tylko o języku ludowym (in vulgari) – mógł to być również język czeski (najstarszy czeski psałterz pochodzi z drugiej połowy XIII w.). Możliwe jednak, że w XIV wieku istniał również jakiś polski przekład, na jego ślady natrafił w tekście Psałterza floriańskiego Władysław Nehring. Aleksander Brückner połączył przesłanki Władysława Nehringa z wzmianką o Psałterzu Kingi, zakładając, że przez dwa i pół wieku krążył on w licznych odpisach, stale dostosowywany do użytku praktycznego i poprawiany. Nie ma jednak poważnych podstaw, by Psałterz królowej Jadwigi zwany też Psałterzem floriańskim (z ok. 1395–1405) uznać po prostu za odpis tego hipotetycznego Psałterza. Polski tekst trójjęzycznego Psałterza floriańskiego wykazuje za to związki z późniejszym Psałterzem puławskim z drugiej połowy XV wieku. Średniowieczny tekst zachował również drukowany Psałterz krakowski, zwany także Psałterzem Wietora (wydany w Krakowie u Hieronima Wietora w latach 1532 i 1535), jest to lekko zmodernizowany przekład z około 1470 roku. Fragmenty przetłumaczonych na język polski bądź sparafrazowanych psalmów znajdują się także w Karcie Świdzińskiego; Modlitwach Wacława czy Wigiliach za umarłe ludzie.
Najstarsze staropolskie wyjątki z Nowego Testamentu to cytaty w Kazaniach świętokrzyskich i Kazaniach gnieźnieńskich oraz modlitwy (np. Ojcze nasz) w Modlitwach Wacława. Wiele fragmentów Ewangelii z XV i początku XVI wieku sugeruje, że istniał również starszy co najmniej piętnastowieczny przekład Ewangeliarza, hipotezę o wzajemnych związkach tych fragmentów i jedynej staropolskiej redakcji Nowego Testamentu starał się uzasadnić Aleksander Brückner. Jednak wg badań Jana Janowa zabytki takie jak rękopiśmienna Harmonia ewangeliczna (tzw. Ewangeliarz ze zbiorów Biblioteki Ordynacji Zamoyskich w Warszawie) z przełomu XV i XVI wieku, Ewangeliarz Jana Sandeckiego (zwanego także Maleckim) wydany drukiem prawdopodobnie w latach 1526–1527; oraz fragmenty Ewangelii św. Mateusza zawarte w Rozmyślaniach przemyskich z przełomu XV i XVI wieku (gdzie również pojawiają się inne cytaty ze średniowiecznego przekładu Nowego Testamentu) nie są odpryskami z jednej całości. Różnią się zwłaszcza stosunkiem do tekstu Nowego Testamentu Scharffenberga (1556, 1558), w którym Aleksander Brückner widział jedno z ostatnich stadiów rozwojowych średniowiecznego przekładu Nowego Testamentu. Jan Janów wysunął tezę o istnieniu przynajmniej dwóch średniowiecznych tłumaczeń Ewangelii, z których żadne nie przetrwało do czasów obecnych. Obecnie znany jest urywek Ewangelii św. Łukasza (1,45-51) oraz fragment Ewangelii św. Mateusza (rozdz. 25) z około 1450 roku. W szesnastowiecznych edycjach oficyn Seklucjana (przekład Murzynowskiego z lat 1551–1553) oraz Szarfenberga (1556, 1558) odbijają się te dwie tradycje. Ewangeliarz wydany przez Unglera (redakcja Sandeckiego-Maleckiego) łączy cechy obu redakcji.
Jedyny średniowieczny rękopis Starego Testamentu (a może i całej Biblii) pochodzący z drugiej połowy XV wieku nosił nazwę Biblii królowej Zofii lub Biblii szaroszpatackiej. Z dwu tomów do XX wieku zachowały się część pierwszego (w bibliotece kolegium kalwińskiego w Sárospatak – zaginęła w czasie II wojny światowej) i trzy karty drugiego (dwie we Wrocławiu i jedna w Pradze). Tekst znany jest z kilku wydań i kopii. Ponadto zachowało się kilka drobnych fragmentów średniowiecznego polskiego przekładu Starego Testamentu, m.in.: fragment Księgi Rodzaju, Przekład Księgi Wyjścia i Księgi Kapłańskiej.
Stanisław Sarnicki h. Ślepowron (1532–1595) powiadał, że w Rzeczypospolitej, w dawnych czasach Biblia znajdowała się tylko w trzech miejscach: u króla, u arcybiskupa i w domu Ostrorogów.

### Przekłady pełne
Pojawienie się pełnych drukowanych przekładów Pisma Świętego w Polsce poprzedziły wydania Nowego Testamentu – wspomniane wyżej druki Seklucjana (protestancki 1553) i Szarffenberga (katolicki 1556). Chcąc uprzedzić zapowiedziane protestanckie wydanie Pisma Świętego katoliccy drukarze pospiesznie wydali pierwszą w historii polską Biblię drukowaną zawierającą pełny tekst Starego i Nowego Testamentu – Biblię Leopolity zwaną też Szarffenbergowską (1561). Był to przekład z łaciny odświeżony według wydań ówczesnych przekładów czeskich (Biblii Sewerýna i Biblii Melantricha). Kolejne przekłady uwzględniały już oryginalny (wg ówczesnej wiedzy) tekst Pisma Świętego: hebrajski, aramejski i grecki. Są to: kalwińska Biblia brzeska (zwana też „Radziwiłłowską”) z 1563 roku (jako pierwszy w historii przekład całości Biblii z języków oryginalnych), braci polskich przekład Szymona Budnego znany jako Biblia nieświeska (1570–1572) oraz luterańska i kalwińska Biblia gdańska (1632).
Podstawą szesnastowiecznego nowego katolickiego wydania Nowego i Starego Testamentu w tłumaczeniu jezuity Jakuba Wujka, była potrydencka Wulgata lowańska – oficjalny katolicki tekst Biblii łacińskiej. Znakomita pod względem stylistycznym jezuicka translacja Biblia Wujka (całość wydana w 1599 r., Nowy Testament 1593, Psalmy 1596) oraz przetłumaczona z języków oryginalnych protestancka Biblia gdańska (całość 1632), były aż do połowy XX wieku najpopularniejszymi przekładami Biblii w Polsce.
Dziewiętnastowiecznym inicjatywom przekładu Biblii na język polski dwukrotnie sprzeciwili się urzędujący papieże.
Na przełomie XIX i XX wieku powstał nowy przekład Tory i większości pozostałych ksiąg Starego Testamentu, wydany na podstawie języków oryginalnych przez Izaaka Cylkowa. Przed Cylkowem w 1871 roku w Wiedniu nakładem A. Reicharda ukazało się tłumaczenie Biblii hebrajskiej pt. Pismo Święte wszystko Starego Przymierza żydowskie i polskie.

### Przekłady współczesne
Katolickie przekłady Biblii dokonywane na podstawie języków oryginalnych zaczęły się pojawiać dopiero w drugiej połowie XX wieku. Pierwszym z nich była Biblia Tysiąclecia, tłumaczona pod kierunkiem benedyktynów z Tyńca, której pierwsze wydanie ukazało się w roku 1965.
W 1975 roku ukazał się nowy przekład Biblii, wydany przez Brytyjskie i Zagraniczne Towarzystwo Biblijne. Przekład ten, znany jako Biblia warszawska, jest do dzisiaj najpopularniejszą wersją Biblii w kręgach ewangelickich i ewangelicznych.
Także w 1975 roku ukazało się pełne wydanie Biblii poznańskiej.
W roku 1997 po raz pierwszy ukazała się Biblia warszawsko-praska, pełnego tłumaczenia wszystkich ksiąg z języków oryginalnych dokonał ks. bp Kazimierz Romaniuk.
W 1997 roku wydano Pismo Święte w Przekładzie Nowego Świata dokonane z języka angielskiego, z uwzględnieniem języków oryginału przez Świadków Jehowy. Nowy Testament w tym przekładzie ukazał się w roku 1994. W roku 2018 ukazało się wydanie zrewidowane tego przekładu.
W roku 2008 wydane zostało nowe tłumaczenie – Biblia Paulistów – przygotowane przez Towarzystwo Świętego Pawła.
W 2016 roku zakończono prace nad pierwszym w języku polskim, ekumenicznym przekładem Pisma Świętego – Biblią Ekumeniczną. Wzięło w nich udział dwudziestu tłumaczy z siedmiu Kościołów, a konsultacje były prowadzone z jedenastoma Kościołami. Pracę nad przekładem zapoczątkowano w 1994 roku. W dniu 26 września 2001 roku odbyła się uroczysta prezentacja całego Nowego Testamentu i Księgi Psalmów w tym przekładzie.
W tłumaczeniu Biblii swoich sił próbowali też literaci, m.in. Artur Sandauer (przekład Księgi Rodzaju), Czesław Miłosz (m.in. Psalmy, Pieśń nad pieśniami, Księga Hioba) oraz Roman Brandstaetter (m.in. Księga Hioba, Psalmy).
Powstały adaptacje Nowego Testamentu na gwary i regionalne lub środowiskowe odmiany języka, np. śląską (Biblia Ślązoka) czy góralską (Nowy Testament w przekładzie na gwarę górali Skalnego Podhala). Rada Języka Polskiego poddaje tego typu adaptacje zdecydowanej krytyce. W komunikacie zwrócono uwagę na niezgodne z terminologią stosowaną w Kościele katolickim użycie określenia „przekład”, które zgodnie z zaleceniami soboru watykańskiego II przysługuje tylko przekładom z języków oryginalnych. Według RJP takie adaptacje grożą „prywatyzacją” Biblii dla określonego środowiska oraz godzą w jej sakralny i kulturotwórczy charakter.
W roku 2006 zostało ukończone przez rabina dr. Sachę Pecarica pierwsze powojenne żydowskie tłumaczenie Tory na język polski. Wydało je w 5 tomach wydawnictwo Pardes Lauder.
W 2013 roku Oficyna Wydawnicza „Vocatio” wydała przekład Septuaginty na język polski, którego dokonał ks. prof. dr hab. Remigiusz Popowski SDB. W 2016 jego oba przekłady (Starego i Nowego Testamentu) wydano jako Biblia pierwszego Kościoła.

## Ocena przekładów
W 1999 Katolicka Agencja Informacyjna przeprowadziła wśród katolickich biblistów polskich ankietę, mającą ocenić polskie przekłady Biblii. W ramach ankiety respondenci wybrali przekłady:
- najlepsze literacko: Biblia Jakuba Wujka oraz przekłady biblijne Romana Brandstaettera,
- najprzydatniejszy w praktyce: Biblia Tysiąclecia,
- najlepszy ogólnie: Biblia poznańska[5].

Pełny ranking:
| Miejsce | Przekład                                                                  | Łączna punktacja | Wierność | Staranność | Piękno języka | Jasność | Użyteczność |
| ------- | ------------------------------------------------------------------------- | ---------------- | -------- | ---------- | ------------- | ------- | ----------- |
| 1.      | Biblia poznańska                                                          | 12,63            | 2,40     | 2,61       | 2,47          | 2,62    | 2,53        |
| 2.      | Pismo Święte Starego i Nowego Testamentu – komentarze KUL                 | 11,97            | 2,70     | 2,67       | 2,07          | 2,21    | 2,32        |
| 3.      | Biblia Tysiąclecia                                                        | 11,69            | 2,27     | 2,15       | 2,11          | 2,35    | 2,81        |
| 4.      | Przekłady biblijne Romana Brandstaettera                                  | 10,96            | 1,90     | 2,23       | 2,74          | 2,23    | 1,86        |
| 5.      | Nowy Testament w przekładzie Seweryna Kowalskiego                         | 10,76            | 1,84     | 2,23       | 2,49          | 2,43    | 1,77        |
| 6.      | Nowy Testament w przekładzie Eugeniusza Dąbrowskiego (przekład z Wulgaty) | 10,49            | 2,01     | 2,12       | 2,44          | 2,05    | 1,87        |
| 7.      | Biblia Jakuba Wujka                                                       | 10,34            | 1,95     | 2,43       | 2,88          | 1,71    | 1,37        |
| 8.      | Synopsa czterech Ewangelii w przekładzie Michała Wojciechowskiego         | 9,88             | 2,48     | 2,17       | 1,58          | 1,83    | 1,82        |
| 9.      | Przekłady biblijne Czesława Miłosza                                       | 9,80             | 1,44     | 2,06       | 2,57          | 1,99    | 1,74        |
| 10.     | Biblia warszawska                                                         | 9,60             | 2,18     | 2,03       | 1,87          | 2,02    | 1,50        |
| 11.     | Biblia warszawsko-praska                                                  | 9,12             | 1,60     | 1,51       | 2,11          | 2,27    | 1,63        |
| 12.     | Nowy Testament, Współczesny Przekład                                      | 8,12             | 1,04     | 1,46       | 1,81          | 2,20    | 1,61        |

Według Waldemara Chrostowskiego pojawiały się głosy, że przekłady o większym autorytecie w Kościele katolickim otrzymały ocenę nieco zawyżoną.

## Charakterystyka przekładów

### Typ przekładu
Można wyróżnić dwa podejścia tłumaczy wobec Biblii:
- filologiczne – chęć jak największego oddania w języku polskim tekstu oryginalnego, nawet kosztem jego zrozumiałości. Jest to szczególnie cenne dla osób badających Biblię pod kątem filologicznym i historycznym.
- komunikacyjne – celem tłumacza jest to, aby u czytelników wywołać taką samą reakcję (rozumienie i ocenę tekstu), jaką mieli czytelnicy Biblii w językach oryginalnych. Dosłowność tłumaczenia nie jest tu więc najważniejsza, liczy się przekazanie komunikatu.

Większość polskich przekładów spełnia (w mniejszym lub większym stopniu) funkcję komunikacyjną, jednak według niektórych opinii, tłumacze popadają w „grzech dosłowności”, tłumacząc zbyt wiernie, a jednocześnie niezrozumiale.
Ze względu na wierność wobec oryginału wyróżnia się trzy podstawowe rodzaje przekładów:
- dosłowny, według zasady formalnej równoważności – przekład odpowiada tekstowi oryginalnemu na poziomie poszczególnych słów, a także ich kolejności. W najbardziej ścisłej formie, dosłownie przekłada się nawet idiomy, choćby były niezrozumiałe w języku polskim. Przekłady dosłowne brzmią czasami niezbyt zrozumiale, wymagają dodatkowych przypisów i objaśnień. Spośród popularnych przekładów Biblii najbliższe dosłowności są Biblia gdańska oraz Biblia Ewangeliczna, Przekład dosłowny. Istnieją też przekłady specjalistyczne, których głównym celem jest dosłowność, np. Hebrajsko-polski Pięcioksiąg.
- dynamiczny, według zasady ekwiwalencji dynamicznej – zgodność na poziomie całych zdań. Polskie przekłady mają najczęściej charakter dynamiczny. Różnią się jednak stopniem dynamizmu. Na przykład Biblia poznańska zachowuje dużą wierność oryginałowi, czego nie można powiedzieć o Biblii Tysiąclecia lub Biblii warszawsko-praskiej.
- idiomatyczny i parafraza – zgodność na poziomie myśli i akapitów. Jedyny polski przekład, który jest w pełni parafrazą to Słowo Życia.

Ze względu na rodzaj odbiorców wyróżnić można dwa rodzaje przekładów:
- popularne, przeznaczone dla przeciętnego czytelnika. Przekłady te najczęściej tłumaczono przyjmując podejście komunikacyjne. Odmianą przekładu popularnego jest przekład pastoralny, który ma służyć jak najszerszej liczbie wiernych. Cele pastoralne stawiali sobie m.in. tłumacze Biblii Paulistów.
- specjalistyczne, służące m.in. egzegezie, wykorzystywane przez biblistów. Należą do nich przekłady dosłowne, a także synopsy.

## Lista polskich przekładów Biblii
Wymienione poniżej są przekłady co najmniej Nowego Testamentu (w przypadku przekładów chrześcijańskich) lub co najmniej Tory (w przypadku przekładów żydowskich).

### Historyczne

#### Katolickie
- Biblia królowej Zofii (1455)
- Nowy Testament w przekładzie Marcina Bielskiego (1556)
- Biblia Leopolity lub Biblia Szarffenbergowska (1561)
- Biblia Wujka (1599)

#### Protestanckie
- Nowy Testament w przekładzie Stanisława Murzynowskiego (1552)
- Biblia brzeska (1563)
- Biblia nieświeska (1572)

- Nowy Testament w przekładzie Marcina Czechowica (1577)
- Nowy Testament w przekładzie Walentego Szmalca (1606)
- Biblia gdańska (1632)
- Nowy Testament i Psalmy w przekładzie Bolesława Goetze (ok. 1860)

#### Żydowskie
- Pięcioksiąg Mojżesza	w przekładzie Józefa Miesesa (1931)
- Pięcioksiąg Mojżesza	w przekładzie Salomona Spitzera (1937)

### Współczesne

#### Katolickie
- Nowy Testament w przekładzie Eugeniusza Dąbrowskiego (1949)
- Nowy Testament w przekładzie Seweryna Kowalskiego (1956)
- Pismo Święte Starego i Nowego Testamentu – komentarze KUL (od 1958; NT ukończony w 1979, ST nadal wydawany)
- Biblia Tysiąclecia (I wydanie – 1965, wydania zrewidowane – 1971, 1980 i 1999)
- Biblia warszawsko-praska (1997, Nowy Testament 1975)
- Biblia poznańska (1973–1975)
- Biblia lubelska (kolejne księgi wydawane od lat 90.)
- przekład interlinearny w Prymasowskiej Serii Biblijnej:
  - Grecko-polski Nowy Testament, tłum. ks. Remigiusza Popowskiego i Michała Wojciechowskiego (1993) – przekład interlinearny z kodami gramatycznymi
  - Hebrajsko-polski Stary Testament, tłum. zespół biblistów, oprac. Anna Kuśmirek (2003–2010) – przekład interlinearny z kodami gramatycznymi, transliteracją oraz indeksem rdzeni:
    - Tom I: Pięcioksiąg (2003)
    - Tom II: Prorocy (2008)
    - Tom III: Pisma (2010)

  - Grecko-polski Stary Testament – Księgi greckie, tłum. Michała Wojciechowskiego (2008) – przekład interlinearny ksiąg deuterokanonicznych ST z kodami gramatycznymi i indeksem form podstawowych
- Biblia Paulistów (2008, Nowy Testament i Psalmy 2005)
- Nowy Komentarz Biblijny (kolejne księgi wydawane od 2005)
- Nowy Testament w przekładzie na gwarę górali Skalnego Podhala (2005)
- Septuaginta wraz z księgami deuterokanonicznymi i apokryfami żydowskimi oraz onomastykonem (2013)
- Biblia pierwszego Kościoła (2016)
- Biblia Impulsy (od 2016)

#### Protestanckie
- Biblia warszawska (1975)
- Słowo Życia – parafraza tekstu Nowego Testamentu (1989)
- Nowy Testament, Współczesny Przekład (1991)
- Nowa Biblia gdańska (2012)
- Biblia w przekładzie Ewangelicznego Instytutu Biblijnego (2016)
- Uwspółcześniona Biblia gdańska (2017)
- Pismo Święte. Przekład toruński (od 2017), przekład NT i Księgi Psalmów oraz wybranych ksiąg ST
- Biblia Ewangeliczna, Przekład dosłowny (2018)
- Przekład Odzyskiwania (2018)
- Dzisiejsza Biblia gdańska (2019)

#### Ekumeniczne
- Ekumeniczny Przekład Przyjaciół (Nowy Testament) – 2012, Czajkowski, Anchimiuk, Kwiecień
- Biblia Ekumeniczna (2018)

#### Inne chrześcijańskie
- Pismo Święte w Przekładzie Nowego Świata (z języka angielskiego, z uwzględnieniem języków oryginału – 1997; wyd. zrew. – 2018)
- Przekład Mariawicki (1921 – NT, 1927 – ST)
- Nowy Przekład Dynamiczny (od 2012)[10]
- Święta Ewangelia (2014)
- Dobra Nowina według Mateusza i Marka (1958, Ewangelia Mateusza i Ewangelia Marka) – świecki przekład z języka greckiego[11]

#### Żydowskie
- Chamisza Chumsze Tora - Chumasz Pardes Lauder : przekład Pięcioksięgu z języka hebrajskiego z uwzględnieniem Tory Ustnej opatrzony wyborem komentarzy Rabinów oraz hebrajski tekst komentarza Rasziego i Haftary z błogosławieństwami w przekładzie Sachy Pecarica (w 5 tomach, 2001-2006)

## Lista przekładów częściowych
| Nazwa | Tłumacz                 | Data              | Miejsce  | Opis |
| --- | ----------------------- | ----------------- | -------- | --- |
| Ewangeliarz kanoników regularnych z Krakowa                                                                                             |                         | 1420 (około)      |          | rękopiśmienne polskie glossy, stanowiące prawie ciągły przekład wybranych perykop ewangelicznych |
| Harmonia ewangeliczna |                         | XV/XVI w.         |          | zestawienie fragmentów ewangelii |
| Ecclesiastes, księgi Salomonowe | Hieronim Spiczyński     | 1522              |          | tłumaczenie Księgi Koheleta |
| Ewangeliarz Unglera |                         | 1527/1528 (około) |          | kilkanaście fragmentów Starego Testamentu oraz kilkadziesiąt perykop ewangelijnych |
| Księgi Jezusa Syna Syrachowego |                         | 1535 (około)      |          | tłumaczenie Mądrości Syracha |
| Przekłady biblijne Tomasza ze Zbrudzewa                                                                                                 | Tomasz ze Zbrudzewa     | 1536-1555         |          | zachowane w rękopisie tłumaczenie Apokalipsy oraz fragmentów ksiąg ST i NT |
| Tobias Patriarcha starego zakonu |                         | 1539              | Kraków   | tłumaczenie Księgi Tobiasza |
| Ecclesiastes, Księgi Salomona Króla Izraelskiego, po polsku Kaznodziejskie nazwane                                                      | Jan z Sanoka            | 1590              |          | wierszowana parafraza Księgi Koheleta |
| Tobiasz z Pisma Świętego wyjęty, polskim wierszem napisany                                                                              | ks. Wojciech Ulatowski  | 1615              |          | luźna parafraza Księgi Tobiasza |
| Pięcioksiąg Mojżesza dla Żydów-Polaków (Chamiszach Chumsze Torah)                                                                       | Daniel Neufeld          | 1863              | Warszawa | w tej edycji t. I: Księga Rodzaju (1863) oraz t. II: Księga Wyjścia (1863), tłumaczenie z hebrajskiego dla społeczności żydowskiej |
| Przysłowia Salomona | Izaak Kramsztyk         | 1878              | Warszawa | |
| Przysłowia Salomona wierszem z hebrajskiego                                                                                             | Numa (Joachim) Hirstein | 1895              | Warszawa | tłumaczenie dla społeczności żydowskiej |
| Kohelet, czyli Kazania Salomona z hebrajskiego wierszem                                                                                 | Numa (Joachim) Hirstein | 1898              | Warszawa | tłumaczenie dla społeczności żydowskiej |
| Przekłady biblijne Władysława Szczepańskiego                                                                                            | Władysław Szczepański   | 1914–1917         |          | przekład Ewangelii i Dziejów Apostolskich |
| Przekłady biblijne Józefa Kruszyńskiego                                                                                                 | Józef Kruszyński        | 1926–1939         |          | większość ksiąg Starego Testamentu |
| Chwała Boża (Psałterz Dawidowy) | Fryderyk Aszkenazy      | 1927              | Lwów     | ks. 1–5, tłumaczenie dla społeczności żydowskiej |
| Pięcioksiąg Mojżesza | Józef Mieses            | 1931              | Przemyśl | cz. 1-5, wyd. Symcha Freund, tłumaczenie dla społeczności żydowskiej |
| Ewangelja Święta Pana Naszego Jezusa Chrystusa – Nowe tłumaczenie popularne w nowoczesnym języku komentowane przez Katechizm i Brewjarz | E. Grzymała             | 1936              |          | |
| Pięcioksiąg Mojżesza | Salomon Spitzer         | 1937              | Kraków   | tłumaczenie dla społeczności żydowskiej |
| Ewangelie i Dzieje Apostolskie | ks. Feliks Gryglewicz   | 1947              |          | |
| Dobra Nowina według Mateusza i Marka | Władysław Witwicki      | 1958              | Warszawa | przekład Ewangelii Mateusza i Ewangelii Marka z języka greckiego, ze wstępem i komentarzem tłumacza |
| Przekłady biblijne Romana Brandstaettera: Ewangelie, pisma św. Jana Ewangelisty, księgi Hioba, Koheleta i in.                           | Roman Brandstaetter     | 1968–1984         |          | |
| Księga Rodzaju | Artur Sandauer          | 1974              |          | „Literatura na Świecie” (1974) nr 3, s. 4–177 – tzw. tłumaczenie laickie dokonane z perspektywy żydowskiej |
| Przekłady biblijne Czesława Miłosza: Ewangelia Marka, Apokalipsa św. Jana, księgi pięciu Meligot, księga Hioba, księga Mądrości         | Czesław Miłosz          | 1979–1989         |          | |
| Ewangelie i Dzieje Apostolskie | Walenty Prokulski       | 1975              |          | |
| Chrześcijańskie Pisma Greckie w Przekładzie Nowego Świata                                                                               |                         | 1994              |          | Nowy Testament wraz z sekcją: Dodatki |
| Ewangelia Mateusza i Marka | Anna Świderkówna        | 1995, 1997        |          | |
| Ewangelia według św. Jana. Przekład ekumeniczny                                                                                         | ks. Michał Czajkowski   | 1997              |          | |
| Synopsa czterech Ewangelii w nowym przekładzie polskim                                                                                  | Michał Wojciechowski    | 1997              |          | |
| Dobra nowina według św. Marka | ks. Tomasz Węcławski    | 2000              |          | |
| Księga Daniela w przekładzie z języków oryginalnych                                                                                     | pastor Zachariasz Łyko  | 2001              |          | |
| Przekłady pastora Piotra Kotarby-Kaczora                                                                                                | Piotr Kotarba-Kaczor    | 2002              |          | – Księga Danijela w przekładzie z języków hebrajskiego i aramejskiego – Dobra Nowina Królestwa Łaski według apostoła Mateusza w nowym przekładzie z języka greckiego – Dobra Nowina Czynów Sługi Bożego według św. Marka w nowym przekładzie z języka greckiego |
| Ewangelia Łukasza | Zygmunt Kubiak          | 2004              |          | |
| Dobra Czytanka wg św. ziom’a Janka |                         | 2005              |          | przekład na język slangowy |
| Nowy Przekład Dynamiczny |                         | 2012              |          | docelowo cała Biblia; w 2012 ukazała się Księga Psalmów |
| Biblia Hosanna |                         | 2013              |          | protestancki przekład Ewangelii według Mateusza na język polski przygotowany przez Szkołę Biblijną „Hosanna” w pliku pdf (docelowo cały NT) |
| Droga Jezusa. Ewangelia według Łukasza, przekład dynamiczny                                                                             |                         | 2013              |          | LOGOS MEDIA |
| Biblia Impulsy |                         | 2016-             |          | seria polskich przekładów biblijnych wraz z komentarzem |
| Dwie wersje Dziejów Apostolskich, teksty standardowy i zachodni                                                                         | Michał Wojciechowski    | 2018              |          | |
| Księga Rodzaju. Księga Wyjścia; Księga Sędziów, Księgi Samuela i fragment 1. Księgi Królewskiej                                         | Marek Piela             | 2020-2022         |          | Wyd. Księgarnia Akademicka |
| Biblia Świętego Przymierza, Ewangelia według Mateusza, List do Filipian, List do Kolosan                                                | Andrzej Dorociński      | 2024              |          | Pan Wydawca |